# FK Dubočica Leskovac
Gradski Fudbalski Klub Dubočica Leskovac (serb.: Градски Фудбалски Клуб Дубочица Лесковац) – serbski klub piłkarski z siedzibą w Leskovacu (w okręgu jablanickim). Został utworzony w 1923 roku, jako Radnički Spotski Klub Crvena zastava Leskovac. Obecnie występuje w Prva liga Srbije. Od 2015 roku klub występuje w rozgrywkach jako GFK Dubočica, wcześniej w latach 1923–2011 występował w rozgrywkach jako FK Dubočica, a w latach 2011–2014 jako FK Dubočica 1923.

## Historia
W czasach Socjalistycznej Federacyjnej Republiki Jugosławii najwyższym poziomem rozgrywek piłkarskich w których „Dubočica Leskovac” występowała to rozgrywki Drugiej ligi SFR Јugoslavije, gdzie klub występował 14 sezonów: 1956/57-57/58 oraz 1968/69-1971/72 i 1975/76-1982/83. W latach 1988–1992 klub występował 4 sezony w Međurepubličkiej lidze w grupie Istok (3. poziom jugosłowiańskich rozgrywek piłkarskich).
W czasach Federalnej Republiki Jugosławii „Dubočica Leskovac” 8 sezonów występowała w rozgrywkach Drugiej ligi SR Јugoslavije: sezony 1992/93-94/95, sezon 1996/97 i sezony 1999/00-2003/04.
W 2014 roku FK Dubočica Leskovac z powodu kłopotów finansowych wycofała się z rozgrywek ligowych w sezonie 2014/15, a od sezonu 2015/16 klub rozpoczął występy w rozgrywkach od 5. poziomu serbskich rozgrywek piłkarskich jako GFK Dubočica Leskovac.

## Stadion
Klub rozgrywa swoje mecze domowe na stadionie Stadion Gradski pod Hisarom w Leskovacu, który może pomieścić 7.000 widzów.

## Sezony
| Sezon                          | Liga                                             | Poziom | Miejsce |
| Federalna Republika Jugosławii |                                                  |        |         |
| 1999/00                        | Druga liga SR Јugoslavije – Grupa Istok (Wschód) | II     | 11      |
| 2000/01                        | Druga liga SR Јugoslavije – Grupa Istok (Wschód) | II     | 3       |
| 2001/02                        | Druga liga SR Јugoslavije – Grupa Istok (Wschód) | II     | 11      |
| 2002/03                        | Druga liga SR Јugoslavije – Grupa Istok (Wschód) | II     | 12      |
| Serbia i Czarnogóra            |                                                  |        |         |
| 2003/04                        | Srpska liga (Grupa Istok)                        | III    | 2       |
| 2004/05                        | Srpska liga (Grupa Istok)                        | III    | 3       |
| 2005/06                        | Srpska liga (Grupa Istok)                        | III    | 6       |
| Serbia                         |                                                  |        |         |
| 2006/07                        | Srpska liga (Grupa Istok)                        | III    | 7       |
| 2007/08                        | Srpska liga (Grupa Istok)                        | III    | 3       |
| 2008/09                        | Srpska liga (Grupa Istok)                        | III    | 4       |
| 2009/10                        | Srpska liga (Grupa Istok)                        | III    | 5       |
| 2010/11                        | Srpska liga (Grupa Istok)                        | III    | 14      |
| 2011/12                        | Zonska liga (Niska zona)                         | IV     | 2       |
| 2012/13                        | Srpska liga (Grupa Istok)                        | III    | 6       |
| 2013/14                        | Srpska liga (Grupa Istok)                        | III    | 16 *    |
| 2014/15                        | brak drużyny w rozgrywkach ligowych              | –      | –       |
| 2015/16                        | Jablanička okružna liga                          | V      | 1       |
| 2016/17                        | Zonska liga (Grupa Jug)                          | IV     | 5       |
| 2017/18                        | Zonska liga (Grupa Jug)                          | IV     | 1       |
| 2018/19                        | Srpska liga (Grupa Istok)                        | III    | 8       |
| 2019/20                        | Srpska liga (Grupa Istok)                        | III    | 12 **   |
| 2020/21                        | Prva liga Srbije                                 | II     | ?       |

 * W 2014 roku FK Dubočica Leskovac z powodu kłopotów finansowych wycofała się z rozgrywek ligowych w sezonie 2014/15, a od sezonu 2015/16 klub rozpoczął występy w rozgrywkach od 5. poziomu serbskich rozgrywek piłkarskich jako GFK Dubočica Leskovac.
 ** Z powodu sytuacji epidemicznej związanej z koronawirusem COVID-19 rozgrywki sezonu 2019/2020 zostały zakończone po rozegraniu 17 kolejek. Decyzją FSS od sezonu 2020/21 w związku z powiększeniem ilości drużyn grających w Super lidze Srbije do 20. zespołów oraz w Prvej lidze Srbije do 18. zespołów FK Dubočica Leskovac została dołączona do rozgrywek Prvej ligi Srbije.

## Sukcesy

### jako FK Dubočica
- 1956, 1968 i 1975 (awanse do Drugiej ligi SFR Јugoslavije).
- 1992, 1996 i 1999 (awanse do Drugiej ligi SR Јugoslavije).
- 1988 (awans do Međurepubličkiej ligi SFR Јugoslavije).
- wicemistrzostwo Zonskiej ligi – Grupa Niska zona (IV liga) (1x): 2012 (awans do Srpskiej ligi).

### jako GFK Dubočica
- 2020 (awans do Prvej ligi Srbije).
- mistrzostwo Zonskiej ligi – Grupa Jug (IV liga) (1x): 2018 (awans do Srpskiej ligi).
- mistrzostwo Okružnej ligi – Grupa Jablanička (V liga) (1x): 2016 (awans do Zonskiej ligi).

## Reprezentanci kraju grający w klubie
- Aleksandar Kocić
- Radivoje Manić
- Bratislav Živković